# UPSERT
UPSERTとは、情報技術におけるデータの操作の種類の一つ。データベースソフトウェア等で用いられる。特にSQL文で用いる場合は、MERGE と同じ意味を持つ。

## 例

### データベースソフトウェア
- PostgreSQL - SQL文で使用される。データの新規挿入（INSERT）ができれば挿入を行い、新規挿入ができなければ更新（UPDATE）を行うもの。
- SQLite - SQL文で使用される。データの新規挿入（INSERT）ができれば挿入を行い、新規挿入ができなければ更新（UPDATE）を行うもの[1][2][3]。

### クラウドサービス
- Amazon Route 53（英語版） - APIを用いたDNSレコードセットの操作のうち、指定した値の新しいレコードセットを作成するか、そのレコードが既に存在するときは、指定した値のレコードセットを更新する、という操作[4][3]。
- SalesForce - APIコールのうちの一つ[5]。